# 八百津町役場
八百津町役場（やおつちょうやくば）は、地方公共団体である岐阜県加茂郡八百津町の組織が入る施設（役場）。
ただし教育課と健康福祉課については、本施設の近隣にある八百津町ファミリーセンター内で業務を行っている。
1965年（昭和40年）4月に竣工。

## 業務時間
- 月曜日から金曜日の8時30分から17時15分（祝日と年末年始を除く）。

## 施設

### 3階
- 議場
- 議会事務局
- 建設課
- 農林課

### 2階
- 総務課
- 防災安全室
- 地域振興課
- タウンプロモーション室

### 1階
- 町民課
- 出納室
- 水道環境課

## 出張所
- 錦津出張所
  - 八百津町伊岐津志1692番地1（錦津コミュニティセンター内）
- 久田見出張所
  - 八百津町久田見2745番地2（久田見生活改善センター・久田見環境改善センター内）
- 福地出張所
  - 八百津町福地757番地2（福地公民館内）
- 潮南出張所
  - 八百津町潮見808番地9（潮南環境改善センター内）
- 和知出張所
  - 八百津町和知1692（和知農業者研修センター内）

## 交通アクセス
- YAOバス「八百津本町」バス停より徒歩で約2分。
  - 名鉄広見線 明智駅より「八百津町ファミリーセンター前」行きに乗車。